# Экстрим-парк (Пермь)
Экстрим-парк в Перми расположен на Екатерининской улице недалеко от железнодорожного вокзала Пермь-2 и рядом с площадью имени Гайдара и сквером Дзержинского.

## История
Экстрим-парк был открыт 10 октября 2009 г. Является аналогом Louisville Extreme Park парка города-побратима Луисвилля. Предназначен для езды и выполнения экстремальных трюков на велосипедах BMX, самокатах, скейтбордах, стритбордах, агрессив-роликах.
Мероприятия в экстрим-парке:
- Ежегодно проходят рейтинговые соревнования по прыжкам в высоту на двухколёсных велосипедах — «Batya Banny-Hop Jam».
- 15 июня 2013 года прошел «DC Скейт-битва»
- 6 июля 2013 года прошел отборочный этап на Adrenalin Games 2013.
- В экстрим-парке проходят встречи фаерщиков.